# Romuald Weltin

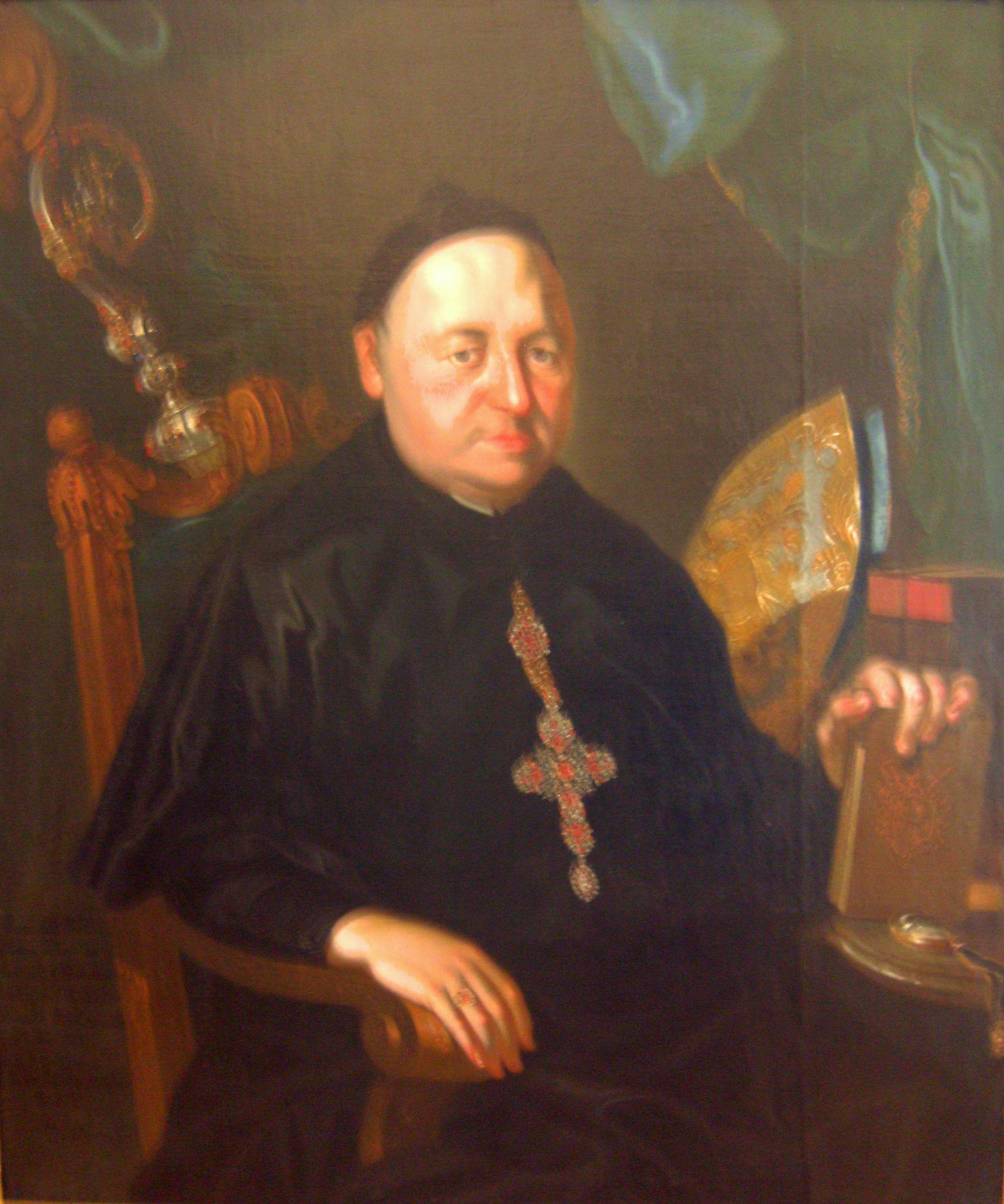
Reichsabt Romuald Weltin (Gemälde von Stephan Bildstein, 18. Jhd.)

Romuald Weltin OSB (* 26. Januar 1723 in Oberzell; † 19. Januar 1805 in Niederkirch) war der 26. und letzte Reichsabt der Reichsabtei der Benediktiner in Ochsenhausen in Oberschwaben. Er war Präses der Oberschwäbischen Benediktinerkongregation, ab 1778 Kondirektor, sechs Jahre später Direktor des Schwäbischen Reichsprälatenkollegiums. Er wurde innerhalb „der Niederkirch“ in Untersulmetingen bestattet.

## Leben
Weltin wuchs in Oberzell auf der Insel Reichenau auf. Sein Vater hieß Markus und war von Beruf Fischer. Auf die Abstammung aus einer Fischerfamilie weist der Anker in seinem Abtswappen hin. Seine Mutter Theresia war in Staad geboren. Am 14. Mai 1743 legte er seine Ordensgelübde im Kloster Ochsenhausen ab. Die Primiz folgte vier Jahre später am 20. Oktober 1747. Fünf Jahre war er Lehrer für Philosophie und danach vier Jahre Lehrer im Fach Theologie. Während dieser Zeit wurde er zum Subprior ernannt und hatte die Aufsicht über die Verwaltung (Großkellerei) des Klosters. Am 6. Januar 1767 wurde er Prior des Klosters und neun Monate später, im September 1767 im zweiten Wahlgang zum Abt gewählt. Gegenkandidat war der Mitbruder Nikolaus Avancin. Romuald Weltin führte den Konvent bis zur Auflösung im Säkularisationsjahr 1803.
Das Benediktinerkloster, das auch ein Land- und Forstwirtschaftsbetrieb war, konnte von 1766 bis 1769 uneingeschränkt seine erwirtschafteten Getreideüberschüsse nach Oberitalien ausführen. Davon profitierten das Kloster und die Bevölkerung. Aber schon im Winter 1769/1770 stellte sich die Lage ganz anders dar. Der schneereiche Winter dauerte bis lange ins Frühjahr hinein. Dadurch wurden zwei Drittel der Winterfrucht vernichtet. Es kam zu einer ungewöhnlichen Teuerung der Lebensmittel im süddeutschen Raum. Jedoch hatte Abt Weltin durch die Anlage von Getreidevorräten dafür gesorgt, dass die Menschen in seinem Territorium kaum Not leiden mussten. Nicht nur seine Untertanen beschenkte er, am 23. Juli 1768 ließ er dem abgebrannten St. Blasien 1000 Gulden zukommen. 1000 Gulden erhielt 1773 auch das verarmte und fast baufällige Stift Mehrerau. Im selben Jahr verlor das Kloster Elchingen durch Blitzschlag und Brand seine Kirche. Weltin spendete 1000 Gulden für den Neuaufbau. 1791 ließ er für 10.000 Gulden die Pfarrkirche von Mittelbuch von Grund auf neu bauen. Am 11. Juni 1771 wurde er Präses der Schwäbischen Benediktiner-Kongregation und 1772 Assistent der Universität Salzburg. Am 20. April 1784 wurde er zum Direktor des Reichsprälaten-Kollegiums gewählt.
Seine offizielle Anrede war nun: Abt des unmittelbaren freien Reichsstifts und Gotteshauses Ochsenhausen, Herr der freien Reichsherrschaft Tannheim, Ummendorf, Ober- und Untersulmetingen, auch Horn und Fischbach, Direktor des Schwäbischen Reichsprälatenkollegiums und Präses der Schwäbischen Benediktinerkongregation.

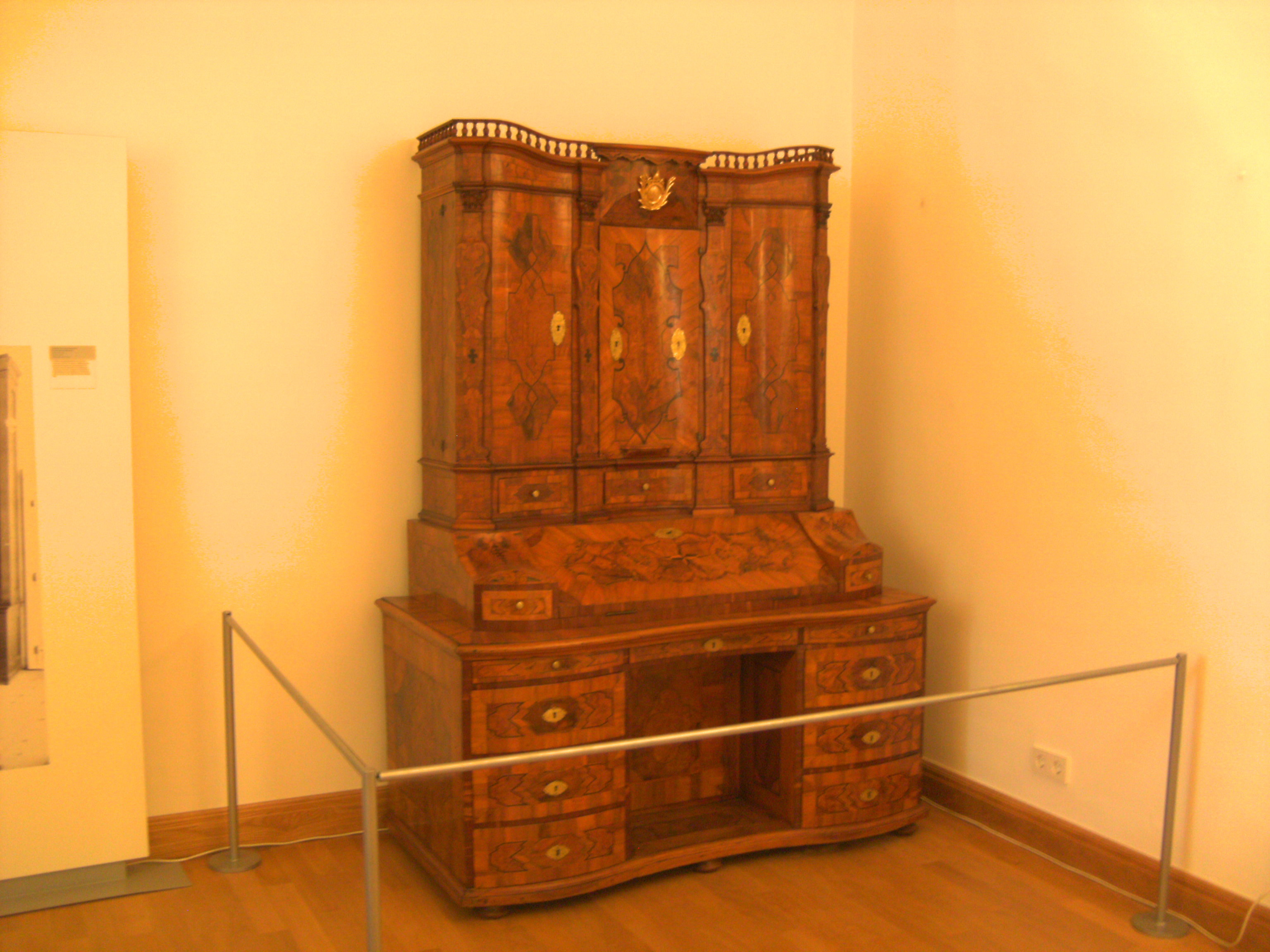
Sekretär Romuald Weltins

Von 1785 bis 1789 ließ er den Büchersaal, das Armarium (Instrumentensammlung) und den Kapitelsaal für 30.000 Gulden neu bauen. 1789 kaufte er mit Zustimmung des Kapitels die 9.000 Bände starke Bibliothek des Fürstbischofs Sigmund Christoph von Zeil und Trauchburg für 5000 Gulden. Pro Jahr wurden 200 Gulden für den Neuankauf von Büchern ausgegeben. An der Lateinschule des Klosters wurden 80 Schüler unterrichtet. Geistliche wurden zur Unterrichtung der Untertanen an den vier Trivialschulen von Ochsenhausen abgestellt. Weltins Mitbruder Basilius Perger baute 1793 eine Sternwarte im südlichen Eckturm des Ostflügels des Konvents ein. Die klösterliche Sternwarte stand auf der gleichen technischen Stufe wie die Sternwarte Gotha.
Herzog Carl Eugen berichtet von seinem Besuch im Kloster Ochsenhausen im Jahre 1785: Gegen ein Uhr nachmittag kamen Wir in das Stift Ochsenhaußen an und wurden wie gewöhnlich empfangen. Eine Arth von kurzer Rede hielt ein Geistlicher nahmens Basilius Perger welche aber nichts bedeutend war. Es wurde vor dem Essen noch die Kirche gezeigt, welche aber schmal und ganz nicht schön ist. Nach dem Essen beurlaubte mann sich bald, weilen nicht einmal die Bibliotheque zu sehen war. Die Lage des Stiffts in schön und von weilen verspricht man sich viel dem Inneren, welches aber physisch und moralisch sehr dunckel aussiehet. Der Prelat Romuald Weltin ist ein gemeiner, hochmütiger Mann, ohne Kenntniß und unter denen 50 Geistlichen, aus denen das Kloster bestehen solle ist keiner, der verdiente. angemerckt zu werden.
Schon ab 1792 kam eine große Zahl vertriebener Konventualen von den aufgehobenen Klöstern aus Frankreich. 1796 besetzten zum ersten Mal französische Revolutionstruppen das Territorium und beschlagnahmten alle Geld-, Frucht- und Weinvorräte. Überall verbreitete sich Furcht und Schrecken. Das reichsunmittelbare geistliche Territorium hatte keine eigene Landwehr. Mit seinen 255 Quadratkilometern Fläche und 8665 Einwohnern und einem erwirtschafteten Jahresertrag von 120.000 Gulden nahm es damals nach dem ebenfalls benediktinischen Kloster Weingarten in Oberschwaben die zweite Stelle ein. Augsburg die einwohnermäßig größte Reichsstadt des Schwäbischen Reichskreises hatte damals 35.000 Einwohner, das nahe Memmingen 11.500.

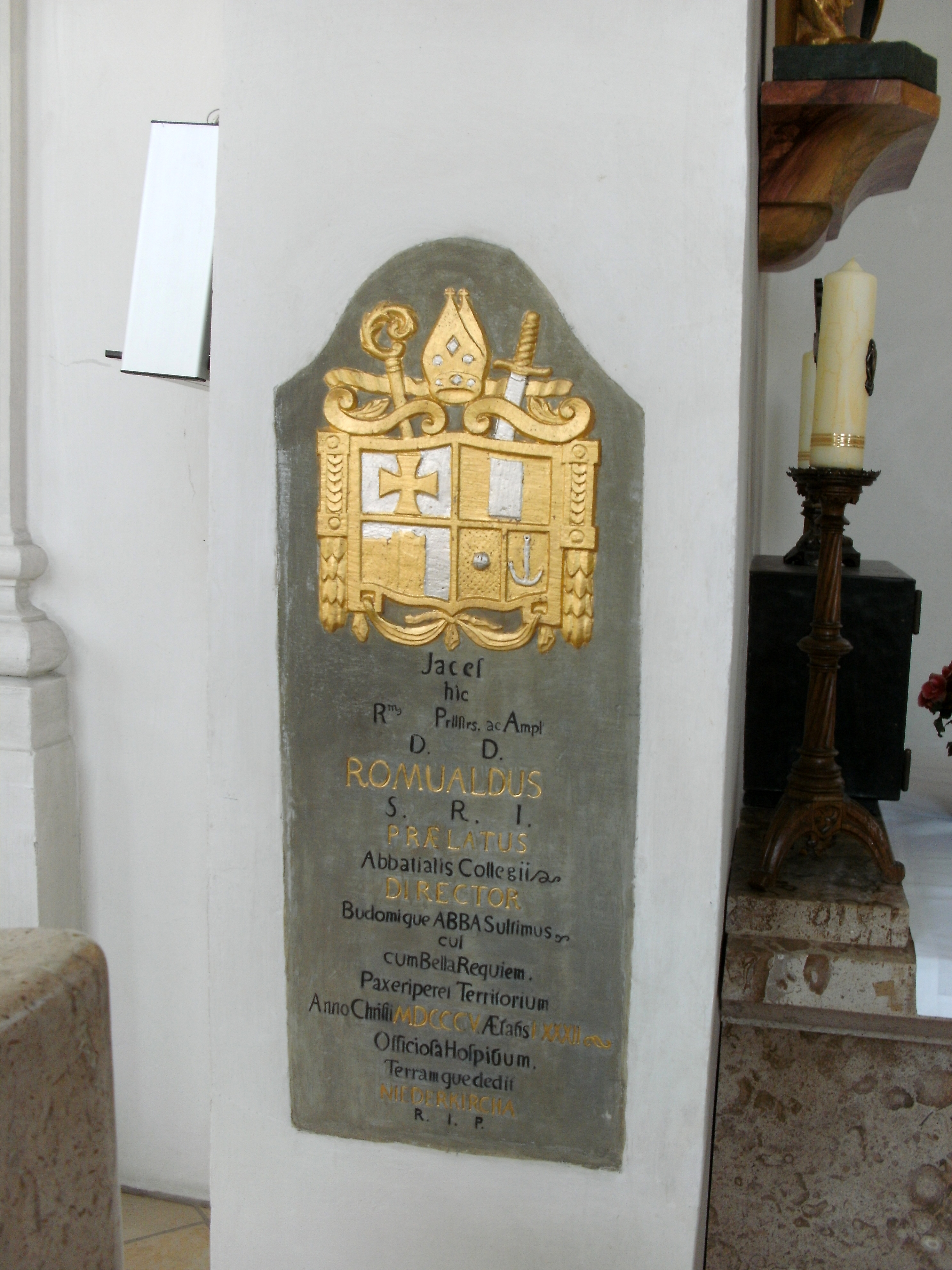
Epitaph Romuald Weltins in der Niederkirch

Im Rahmen der Säkularisation wurde auch das Kloster 1803 zum Aussterbekloster bestimmt und aufgelöst. Reichsgraf Franz Georg Karl von Metternich erhielt es als Entschädigung für seine linksrheinischen Besitzungen in Winneburg, Schaesberg-Kerpen und Sinzendorf-Rheineck zugesprochen. Reichsgraf Franz Georg Karl war der Vater von Klemens Wenzel Lothar von Metternich, der später einer der mächtigsten und berühmtesten Staatsmänner Europas seiner Zeit war. Der Graf konnte durch einen geschickt ausgehandelten Vertrag relativ frei über die beweglichen Gegenstände des Klosters, Buchbestände und liturgischen Geräte verfügen. Abt Romuald wurde angewiesen, in Schloss Obersulmetingen Wohnung zu nehmen. Er erhielt eine jährliche Pension von 7500 Gulden. Er kam nur noch einmal nach Ochsenhausen zurück, bei der Huldigung des Grafen Metternich durch seine neuen Untertanen. Er starb am 19. Januar 1805. Er wurde in der Niederkirch in Untersulmetingen, heute ein Teilort von Laupheim bestattet.
Der Besitz fiel 1806 an das Königreich Württemberg. 1807 erfolgte die endgültige Auflösung des Konvents. 1825 verkaufte Fürst Klemens Wenzel Lothar von Metternich seine Besitzungen für 1,2 Millionen Gulden an das Königreich Württemberg. Das Kloster stand leer und war dem Verfall preisgegeben. Das meiste Inventar hatte schon Graf Metternich abtransportieren lassen oder verkauft. Was noch gerettet werden konnte, wurde an den Hof nach Stuttgart oder Ludwigsburg verbracht. Für die Bevölkerung des ehemaligen geistlichen Territoriums bedeutete der neue Zustand im Königreich Württemberg zunächst eine Verschlechterung ihrer Lage.

## Weitere Bauwerke
- Marienkapelle in Erlenmoos 1769
- Kapelle St. Michael in Oberstetten 1770
- Kapelle St. Michael in Edenbachen 1773